# Obóz NKWD w Rembertowie
Obóz NKWD w Rembertowie – obóz specjalny NKWD Nr 10, założony w grudniu 1944, po wkroczeniu Armii Czerwonej do Rembertowa (12 września 1944), na terenie rembertowskiej fabryki Zakładów Amunicyjnych „Pocisk” przy ul. Marsa 110, pełniący rolę punktu zbornego przed deportacją w głąb ZSRR. 
Obóz został zlikwidowany w lipcu 1945 roku.

## Warunki w obozie
NKWD zaadaptowało do swoich potrzeb znajdujący się w tym miejscu obóz niemiecki.
Teren obozu otoczony był dwiema liniami drutów kolczastych, z wieżami wartowniczymi. W budynku zwanym „pałacem” mieściła się komenda obozu.
W 1945 dzienne wyżywienie więźnia wynosiło 100 gramów gliniastego chleba, dwa razy dziennie wodnista zupa ze śladami kukurydzy i bez ograniczenia ciepła woda. Polscy więźniowie mogli jednak otrzymywać paczki żywnościowe. W gorszej sytuacji znajdowali się więźniowie innych narodowości, wśród których śmiertelność była wyższa niż wśród Polaków (umierało 2–5 osób dziennie).
Brakowało podstawowych środków higieny, wskutek czego w obozie występowała m.in. wszawica, świerzb i czerwonka.
Z uwagi na krótki okres pobytu więźniowie nie wychodzi poza obręb obozu i byli wykorzystywani wyłącznie do niezbędnych prac na jego terenie.

## Więźniowie
Więźniami byli głównie żołnierze Armii Krajowej, Batalionów Chłopskich, NSZ i innych formacji niepodległościowych, granatowi policjanci, a także Niemcy, volksdeutsche, własowcy i inne osoby. Przed umieszczeniem w obozie wielu więźniów przechodziło (nieraz bardzo ciężkie) przesłuchania przez oficerów NKWD w więzieniach UB w Warszawie i innych miastach. Do obozu kierowani byli na podstawie wyroków. W marcu 1945 r. w obozie znajdowało się około 2500 więźniów. Byli oni rozmieszczani w głównej hali fabryki i kilku mniejszych barakach. W obozie więzieni byli m.in.:
- płk Emil Fieldorf, w aktach NKWD jako kolejarz Walenty Gdanicki, za którego się podał
- Witold Bieńkowski – pracownik Delegatury Rządu[10]
- ppłk Kazimierz Marszewski – ostatni p.o. Komendanta Obszaru Warszawskiego AK[11]
- mjr Henryk Odyniec-Dobrowolski „Doliwa” – szef sztabu podokręgu Warszawa – Zachód „Hallerowo” AK, aresztowanego 23 II 1945 r. przez J. Światłę
- Zygmunt Domański – działacz Stronnictwa Narodowego
- gen. bryg. Korpusu Sądowego Edward Gruber – były prokurator Najwyższego Sądu Wojskowego
- Jan Hoppe – były poseł, wiceprezes konspiracyjnego Stronnictwa Pracy
- Józef Hajdukiewicz – reprezentant Stronnictwa Narodowego w Komisji Głównej Rady Jedności Narodowej
- ppłk dypl. Stefan Górnisiewicz – szef Oddziału IV (kwatermistrzowskiego) Komendy Głównej AK
- Alfred Lewandowski – z Czerwonego Krzyża, pełnomocnik Zarządu Głównego PCK w Okręgu Warszawskim
- por. Witold Borowski ps. „Witek” – z Narodowego Związku Wojskowego
- Maria Wiewiórska – łączniczka dowódcy Polskiej Armii Ludowej Henryka Boruckiego „Czarnego”
- ppor. Stanisław Maciejewski „Kożuszek” – żołnierz Szarych Szeregów
- por. Władysław Klimaszewski ps. „Boruta” – komendant Ośrodka I Obwodu „Mewa-Jamnik-Kamień”, zorganizował udaną ucieczkę
- por. Stanisław Cichocki – komendant Ośrodka V Obwodu AK „Sęp-Proso”

## Załoga obozu
W momencie rozbicia obozu zastępcą komendanta był mjr Kriuczkin. Komendantem garnizonu do spraw ochrony obozu por. Samochin, a zastępcą komendanta batalionu 332 specjalnych wojsk konwojowych NKWD – kpt. Drankin.

## Rozbicie obozu
Decyzję o rozbiciu obozu podjął kpt. Walenty Suda ps. „Młot” – dowódca Obwodu Mińskiego Mazowieckiego AK („Mewa – Kamień”). Obóz został zdobyty i rozbity w nocy z 20 na 21 maja 1945 r. przez oddział dowodzony przez ppor. Edwarda Wasilewskiego „Wichurę”. W obozie więzieni byli wówczas koledzy żołnierzy tego oddziału, m.in. ppor. Stanisław Maciejewski. Łącznie z obozu udało się wyswobodzić ok. 500 osób, 200 z nich NKWD złapało ponownie na podstawie listów gończych. Pozostałych więźniów w liczbie 1100 wywieziono 4 lipca 1945 do więzienia w Rawiczu. Część więźniów zdołała uciec. Około 130 więźniów transportowanych przez Poznań do Rawicza została odbita w Bąkowcu przez oddział „Orlika” Majora Mariana Bernaciaka.

## Stan obecny
Na terenie dawnego obozu przy ul. Marsa 110 znajduje się obecnie 2 Regionalna Baza Logistyczna. Na jej terenie znajduje się jeden grób z krzyżem metalowym nieznanej osoby. Dokumentacji dotyczącej lat 40. brak. Jednostka posiada niewielką izbę pamięci wraz z odtworzonym planem obozu w latach 1944–1945.
Po zewnętrznej stronie ogrodzenia przy ul. Marsa róg ul. Płatnerskiej w maju 1995 odsłonięto pomnik upamiętniający ofiary obozu.
Walki żołnierza polskiego w Rembertowie zostały upamiętnione na Grobie Nieznanego Żołnierza w Warszawie napisem na jednej z tablic po II wojnie światowej: „REMBERTÓW 20 – 21 V 1945”.
W 2015 r. na  terenie bazy  w ramach prac prowadzonych przez b. Radę Ochrony Pamięci Walk i Męczeństwa odkryto szczątki ludzkie.

## Obóz w sztuce
Historia obozu rembertowskiego posłużyła jako inspiracja do utworu Jacka Kaczmarskiego Świadkowie.

## Źródła zewnętrzne
- Sławomir Kalbarczyk: Specjalny Obóz NKWD Nr 10 w Rembertowie., IPN. 2007-01-24. [dostęp 2008-08-18]. [zarchiwizowane z tego adresu (2007-10-17)].
- Informacja o filme: Jacek Piotrowski i Grzegorz Popielarz: Specłagier Rembertów. 1995 r., w którym o obozie opowiadają byli więźniowie.
- Stanisław Madrak. Akcja Rembertów. „KARTA”. 2.brak numeru strony
- Marek Hołubicki, Stanisław Madrak. Rozbicie obozu NKWD w Rembertowie. „Tygodnik Ład”. 25, 1990.brak numeru strony
- Obóz bada Stowarzyszenie Wizna1939: https://www.youtube.com/watch?v=poshoAMdFwE